# Región Oriente (Michoacán)
La Región Oriente o Región Zitácuaro es una de las diez regiones socioeconómicas en que se divide el estado de Michoacán, para la planeación de las acciones, promover el desarrollo y satisfacer las necesidades de la población. Se localiza al oriente del estado.

## Municipios de la región
| Municipio                   | Población |
| Zitácuaro                   | 157 056   |
| Hidalgo                     | 125 712   |
| Maravatío                   | 89 311    |
| Contepec                    | 35 070    |
| Tlalpujahua                 | 28 556    |
| Tuxpan                      | 25 757    |
| Ocampo                      | 24 774    |
| Jungapeo                    | 19 834    |
| Senguio                     | 19 833    |
| Epitacio Huerta             | 16 112    |
| Irimbo                      | 16 043    |
| Juárez                      | 14 936    |
| Tuzantla                    | 14 329    |
| Tiquicheo de Nicolás Romero | 12 836    |
| Angangueo                   | 10 892    |
| Tzitzio                     | 9 076     |
| Susupuato                   | 8 855     |
| Aporo                       | 3 529     |
| Total                       | 632 511   |